# Australia's Next Top Model (mùa 4)
Mùa thứ tư của Australia's Next Top Model được công bố vào ngày 22 tháng 4 năm 2008 trên Fox8. Phiên bản thử giọng được tổ chức vào tháng 10 và tháng 11 năm 2007 trên khắp nước Úc. Người dẫn chương trình Jodhi Meares đã trở lại mùa thứ tư cùng với các giám khảo Alex Perry và Charlotte Dawson, trong khi Jez Smith rời chương trình do lập kế hoạch cam kết. Hai giám khảo khách mời sẽ cùng đánh giá cùng với ban giám khảo. Ngôi nhà người mẫu nằm ở ngoại ô phía Nam của Sydney mà các thí sinh chuyển vào ngày 25 tháng 1 năm 2008.
Điểm đến quốc tế của mùa này là Nadi dành cho top 6 và New York dành cho top 3.
Người chiến thắng trong cuộc thi này là Demelza Reveley, 16 tuổi từ Wollongong. Cô giành được những giải thưởng cho mùa này là:
- 1 hợp đồng người mẫu với Priscilla's Model Management trong vòng một năm
- 8 trang biên tập cho tạp chí Vogue
- 1 hợp đồng mỹ phẩm của Napoleon Perdis
- 1 chuyến đi đến New York để gặp các quản lí người mẫu hàng đầu
- 1 chiếc Ford Fiesta Zetec

## Thí sinh
(Độ tuổi tính từ ngày dự thi)
| Thí sinh            | Tuổi | Chiều cao               | Quê quán   | Bị loại ở | Hạng |
| ------------------- | ---- | ----------------------- | ---------- | --------- | ---- |
| Kamila Markowska    | 17   | 1,73 m (5 ft 8 in)      | Adelaide   | Tập 1     | 13   |
| Kristy Coulcher     | 19   | 1,79 m (5 ft 10+1⁄2 in) | Sydney     | Tập 2     | 12   |
| Emma O’Sullivan     | 17   | 1,82 m (5 ft 11+1⁄2 in) | Pottsville | Tập 3     | 11   |
| Belinda Hodge       | 17   | 1,78 m (5 ft 10 in)     | Ballan     | Tập 4     | 10   |
| Alamela Rowan       | 17   | 1,74 m (5 ft 8+1⁄2 in)  | Byron Bay  | Tập 5     | 9    |
| Jamie Lee           | 21   | 1,80 m (5 ft 11 in)     | Adelaide   | Tập 6     | 8–7  |
| Leiden Kronemberger | 18   | 1,82 m (5 ft 11+1⁄2 in) | Sydney     | Tập 6     | 8–7  |
| Rebecca Jobson      | 18   | 1,73 m (5 ft 8 in)      | Wollongong | Tập 7     | 6    |
| Alyce Crawford      | 17   | 1,71 m (5 ft 7+1⁄2 in)  | Kiama      | Tập 8     | 5    |
| Caris Eves          | 19   | 1,73 m (5 ft 8 in)      | Inglewood  | Tập 9     | 4    |
| Samantha Downie     | 20   | 1,76 m (5 ft 9+1⁄2 in)  | Rowville   | Tập 10    | 3    |
| Alexandra Girdwood  | 19   | 1,78 m (5 ft 10 in)     | Sydney     | Tập 11    | 2    |
| Demelza Reveley     | 16   | 1,78 m (5 ft 10 in)     | Wollongong | Tập 11    | 1    |

### Ban giám khảo
- Jodhi Meares
- Charlotte Dawson
- Alex Perry

### Các thành viên khác
- Jonathan Pease – giám đốc sáng tạo, cố vấn người mẫu

## Các tập

### Tập 1: Are You Model Material?
Khởi chiếu: 22 tháng 4 năm 2008
13 cô gái mới đã được gặp nhau lần đầu tiên, trước khi họ được bắt cặp với nhau để tự giới thiệu về mình trước ban giám khảo cùng với Priscilla Leighton-Clarke và tạo ấn tượng đầu tiên trong buổi chụp hình trong áo tắm. Sau đó, họ đã di chuyển vào biệt thự của mình. Ngày hôm sau, họ đã được yêu cầu phải đặt thêm 5 điều luật nữa trong nội quy ngôi nhà chung của mình. Ngày tiếp theo, các cô gái đã có một buổi quay quảng cáo giới thiệu cho mùa giải mới của chương trình, khi họ sẽ được hóa thân thành một kiểu điệp viên nữ đang thực hiện nhiệm vụ. Kết quả là Alyce là người thể hiện tốt nhất trong buổi quay quảng cáo nên sẽ được miễn loại tuần này.
Ngày hôm sau, các cô gái được đưa tới 42 Sunstudios cho buổi chụp hình đầu tiên cho trang web của tạp chí Vogue Australia, khi họ phải tự tỏa sáng trong đám đông khi tất cả sẽ chụp hình cùng nhau. Nhưng trước đó, họ phải tạo ấn tường đầu tiên tổng biên tập của Vogue Australia, Kirstie Clements trong lúc họ đang chuẩn bị cho buổi chụp hình. Vào buổi đánh giá đầu tiên ở ngày tiếp theo với sự xuất hiện của giám khảo khách mời là Kirstie Clements và Jason Capobianco, Demelza có tấm hình đẹp nhất còn Kamila là thí sinh đầu tiên bị loại khỏi cuộc thi.
- Nhiếp ảnh gia: Jason Capobianco
- Khách mời đặc biệt: Priscilla Leighton-Clarke, Fabrizio Lipari, Travis Conneeley, Kirstie Clements, Victoria Collison

### Tập 2: Transformation - from Girls to Models
Khởi chiếu: 29 tháng 4 năm 2008
12 cô gái còn lại được đưa tới tiệm salon Mahogany để nhận diện mạo mới của mình. Ngày hôm sau, họ được đưa tới tàu chiến HMAS Melbourne cho thử thách trình diễn thời trang theo phong cách thập niên 1950 trước 100 thủy thủ và 2 thí sinh của mùa trước, Jordan Loukas & Steph Hart. Kết quả là Alexandra & Demelza chiến thắng thử thách và sẽ được một chuyến đi mua sắm trị giá $11.000, trong khi những cô gái còn lại sẽ phải dọn dẹp toàn bộ căn biệt thự vào ngày mai.
Ngày hôm sau, họ đã có một buổi chụp hình chân dung cho mỹ phẩm Napoleon Perdis, trong khi sẽ có mưa rơi xuống trên khuôn mặt của họ. Ngày kế tiếp, họ đã có một ngày giải trí cho bữa tiệc sinh nhật của Leiden. Vào buổi đánh giá ở ngày hôm sau với sự xuất hiện của giám khảo khách mời là Napoleon Perdis và Jackie Mieling, Rebecca có tấm hình đẹp nhất còn Kristy là thí sinh tiếp theo bị loại khỏi cuộc thi.
- Nhiếp ảnh gia: Jackie Mieling
- Khách mời đặc biệt: Hamish Glianos, Jordan Loukas, Steph Hart, Jamie Blakey, Trelise Cooper, Steven Hughes, Napoleon Perdis

### Tập 3: Fears & Fitness
Khởi chiếu: 6 tháng 5 năm 2008
11 cô gái còn lại đã được gặp vận động viên Olympic kiêm nhà thiết kế thời trang Ian Thorpe và họ đã có một buổi tập thể dục với huấn luyện viên Emma Hutton. Sau đó, họ đã có một buổi mua sắm giày. Ngày hôm sau, họ được đưa tới nhà hàng The Argyle cho thử thách tạo dáng cho Rexona, khi họ sẽ phải đối mặt với nỗi ám ảnh của họ trong khi tạo dáng cùng với nó. Kết quả là Caris & Rebecca chiến thắng thử thách và sẽ được cùng Charlotte đi xem buổi trình diễn thời trang của David Jones và có cơ hội gặp người mẫu Megan Gale sau màn trình diễn thời trang cuối cùng của cô.
Ngày tiếp theo, các cô gái đã có buổi chụp hình tiếp theo cho giày Mary Kyri, trong khi họ sẽ bị treo lên một bức tường cao hơn 9 mét và tạo dáng. Vào buổi đánh giá ở ngày hôm sau với sự xuất hiện của giám khảo khách mời là Mary Kyri và Peter Morrissey, họ đã có thử thách tạo dáng trên một cái cột. Kết quả là Caris có tấm hình đẹp nhất còn Emma là thí sinh tiếp theo bị loại khỏi cuộc thi.
- Nhiếp ảnh gia: Simon Upton
- Khách mời đặc biệt: Ian Thorpe, Emma Hutton, Sarah Ford, Trelise Cooper, Collette Dinnigan, Kirrily Johnson, Melissa Hoyer, Megan Gale, Mary Kyri, Peter Morrissey

### Tập 4: Reality Bites
Khởi chiếu: 13 tháng 5 năm 2008
10 cô gái còn lại đã được gặp người mẫu Mink Sadowsk và stylish Trevor Stones cho một buổi học catwalk. Quay lại biệt thự, mọi thứ dần trở nên xấu xí khi Demelza bắt nạt Alamela bằng cách ném bóng nước và tạt nước lên người cô. Ngày hôm sau, họ được gặp Jodhi và Priscilla Leighton-Clarke tại quản lí người mẫu Priscilla's Model Management và được chia thành nhóm cho thử thách casting cho 3 nhà thiết kế: Bowie Wong, Marnie Skillings và Nicola Finetti. Kết quả là Priscilla thất vọng khi tất cả đều quay về trễ, nhưng kết quả cuối cùng là Alyce chiến thắng thử thách và nhận được một sợi dây chuyền ngọc trai từ Autore trị giá $6.000, đồng thời cô chọn Demelza & Rebecca để cùng nhận thưởng là một bộ đồ từ một nhà thiết kế và sẽ được xuất hiện trên trang biên tập của tạp chí Body and Soul, trong khi những cô gái còn lại sẽ phải đi giày cao gót trên máy chạy bộ.
Ngày tiếp theo, họ đã có buổi chụp hình tiếp theo cho catalog cho Alex Perry. Vào buổi đánh giá ở ngày hôm sau với sự xuất hiện của giám khảo khách mời là Priscilla Leighton-Clarke và Georges Antoni, ban giám khảo cùng với Priscilla đã thảo luận và chỉ trích các cô gái về hành vi và thái độ của họ trong biệt thự. Kết quả là Samantha có tấm hình đẹp nhất còn Belinda là thí sinh tiếp theo bị loại khỏi cuộc thi.
- Nhiếp ảnh gia: Georges Antoni
- Khách mời đặc biệt: Mink Sadowsky, Trevor Stones, Priscilla Leighton-Clarke, Bowie Wong, Marnie Skillings, Nicola Finetti, Laura Gorun

### Tập 5: Working the Brand
Khởi chiếu: 20 tháng 5 năm 2008
Trước khi bắt đầu, Jodhi nói với khán giả về các khía cạnh bắt nạt và hành vi từ tập trước. Sau buổi loại trừ ở tập trước, Demelza đã xin lỗi Alamela về những việc xảy ra trong tuần đó. 9 cô gái còn lại đã có một bữa sáng với nhau, trước khi được gặp Jonathan tại công ty truyền thông Naked Communications chó một buổi học thể hiện bản thân, khi họ phải hiểu các khái niệm và giá trị của các nhãn hiệu thời trang khác nhau. Ngày hôm sau, họ được đưa tới hầm gửi xe của khu tổ chức sự kiện The Entertainment Quarter cho thử thách chụp hình cho Ford Fiesta Zetec, khi họ phải thể hiện cá tính khác nhau trong khi tạo dáng theo nhóm. Kết quả là Alexandra, Demelza & Leiden chiến thắng thử thách với Leiden là người làm tốt nhất tong tất cả, và họ sẽ được bay đến Brisbane để xuất hiện trong buổi trình diễn thời trang cho Myer và được ăn trưa ở một nhà hàng sang trọng. Quay về biệt thự, họ được gặp Jodhi với những món quà của người thân.
Ngày tiếp theo, các cô gái được đưa tới học viện nghệ thuật NIDA cho một buổi quay quảng cáo cho U by Kotex bằng chiến dịch "love your beaver", khi họ phải vừa ôm một con hải ly, vừa đi ngang qua một người mẫu nam và vừa nói lời thoại của mình. Khi quay trờ về biệt thự từ buổi quay quảng cáo, họ đã ngạc nhiên khi thấy ảnh quảng cáo xe Ford Fiesta Zetec của Alexandra, Demelza & Leiden xuất hiện trên đường. Vào buổi đánh giá ở ngày hôm sau với sự xuất hiện của giám khảo khách mời là Jonathan Pease và Peter Morissey, Jamie có phần quảng cáo tốt nhất còn Alamela là thí sinh tiếp theo bị loại khỏi cuộc thi.
- Nhiếp ảnh gia: Marvin Joseph
- Khách mời đặc biệt: Adam Ferrier, Vanessa Briese, Zoe Carr, Kate Meyer, Monty Noble, Peter Morissey

### Tập 6: Move Your Body
Khởi chiếu: 27 tháng 5 năm 2008
8 cô gái còn lại được đưa tới trường dạy nhảy Latin Motion cho một buổi học nhảy với 2 vũ công là Kane Bonke & Juliette Verne, mặc dù buổi học đã gây ra nhiều sự xấu hổ nhưng tất cả đều thể hiện hết mình nhưng với Leiden thì cô đã rời khỏi buổi học vì quá xấu hổ. Sau khi buổi học kết thúc, Kane đã yêu cầu họ bắt cặp với nhau và phải chuẩn bị một bài nhảy vũ đạo cho buổi loại trừ sắp tới. Ngày hôm sau, họ được đưa tới quán bar Cargo cho thử thách trình diễn thời trang cho dòng sản phẩm mới của quần jeans Levi's qua phần biểu diễn của nhóm nhạc The Potbelleez, khi họ phải tạo nhiều dáng ở cuối sàn diễn. Kết quả là Alyce & Jaime chiến thắng thử thách và họ chọn Rebecca & Samantha để cùng nhận thưởng là được xuất hiện trong video âm nhạc Happy Today của ca sĩ Sean Berchik, trong khi những cô gái còn lại cũng sẽ được xuất hiện trong video âm nhạc nhưng chỉ với đôi môi của họ. Quay về biêt thự, Alexandra làm bánh cho các cô gái nhưng cô đã thêm nhiều hơn yêu cầu của nguyên liệu làm bánh.
Ngày tiếp theo, họ được đưa tới 42 Sunstudios cho buổi chụp hình tiếp theo cho quần áo ngủ của Peter Alexander, trong khi họ sẽ tạo dáng cùng với 2 người mẫu nam. Vào buổi đánh giá ở ngày hôm sau với sự xuất hiện của giám khảo khách mời là Peter Alexander và Juli Balla, họ đã có thử thách nhảy vũ đạo theo cặp. Sau đó, Jodhi tiết lộ rằng sẽ chỉ có 6 người được ở lại và được đi nước ngoài. Kết quả là Caris có tấm ảnh đẹp nhất còn Jaime & Leiden là 2 thí sinh tiếp theo bị loại khỏi cuộc thi.
- Nhiếp ảnh gia: Juli Balla
- Khách mời đặc biệt: Kane Bonke, Juliette Verne, Dave Goode, Jonny Sonic, Ilan Kidron, Marisa Lock, Leah Howard, Sean Berchik, Matt Taylor, Mark Simpson, Targa Sahyoun, Peter Alexander

### Tập 7: Tropical Top Model
Khởi chiếu: 3 tháng 6 năm 2008
Sau khi Jaime & Leiden bị loại, Jodhi thông báo với 6 cô gái còn lại rằng họ sẽ bay tới Nadi và ở trong khu nghỉ dưỡng Taunovo Bay. Sáng sớm ngày hôm sau, họ gặp Jonathan tại sân bay Sydney và biết được rằng họ sẽ có thử thách trình diễn thời trang trên máy bay, khi họ phải tự trang điểm và tự phối đồ trong hành lí của mình. Khi đến Nadi, họ đã được di chuyển tới khu nghỉ dưỡng Taunovo Bay. Ngày tiếp theo, họ đã có buổi chụp hình tiếp theo thư giãn ở xung quanh khu nghỉ dưỡng, Caris là người làm tốt trong buổi chụp hình nhận được một máy quay cầm tay Samsung, đồng thời cô chọn Alexandra để cùng nhận thưởng là một ngày thư giãn ở spa, trong khi những cô gái còn lại sẽ dọn dẹp toàn bộ khu nghỉ dưỡng vào ngày mai.
Ngày kế tiếp, họ được đưa tới một hòn đảo riêng biệt cho buổi chụp hình thứ hai cho áo tắm Tigerlily. Vào buổi đánh giá sau khi tất cả quay về Sydney với sự xuất hiện của giám khảo khách mời là Gail Elliott và Russell James, Demelza có tấm ảnh đẹp nhất còn Rebecca là thí sinh tiếp theo bị loại khỏi cuộc thi.
- Nhiếp ảnh gia: Chris Ferguson, Russell James
- Khách mời đặc biệt: Gail Elliott

### Tập 8: Fashion Wars
Khởi chiếu: 10 tháng 6 năm 2008
Jodhi và stylish Fernando Frisoni đã gặp 5 cô gái còn lại tại biệt thự cho một buổi học về cách phối đồ theo phong cách của họ, trước khi họ được gặp tổng biên tập Kristie Clements tại văn phòng của tạp chí Vogue cho một buổi học kiến thức về thời trang cao cấp. Ngày hôm sau, họ được đưa tới cửa hàng quần áo Krites cho thử thách phối đồ trong những dịp khác nhau và kiểm tra kiến thức thời trang của họ về những nhà thiết kế và những người mẫu trước mặt 3 giám khảo gồm: Fernando Frisoni, Kirstie Clements và Kate Waterhouse. Kết quả là Demelza chiến thắng thử thách và cô chọn Alyce để cùng nhận thưởng là được thưởng thức một ngày tại Gold Coast với nhà thiết kế thời trang Wayne Cooper trước khi đi dự lễ trao giải thời trang NRA Australian Fashion Design Awards.
Ngày hôm sau, các cô gái được đưa đến bãi biển Tamarama cho buổi chụp hình tiếp theo cho trang biên tập của tạp chí Oyster. Sau khi buổi chụp hình kết thúc, Jonathan đưa cho mỗi người $100 để họ mua một bộ trang phục mang phong cách thời trang theo xu hướng mới nhất. Vào buổi đánh giá ở ngày kế tiếp với sự xuất hiện của giám khảo khách mời là Grant Pearce và Rachael Squires, ban giám khảo không ấn tượng về những bộ trang phục mà các cô gái đã mua ngày hôm qua. Kết quả là Samantha có tấm hình đẹp nhất còn Alyce là thí sinh tiếp theo bị loại khỏi cuộc thi.
- Nhiếp ảnh gia: Bec Parsons
- Khách mời đặc biệt: Fernando Frisoni, Kirstie Clements, Kate Waterhouse, Wayne Cooper, Rachael Squires, Grant Pearce

### Tập 9: Media Manners
Khởi chiếu: 17 tháng 6 năm 2008
4 cô gái còn lại bất ngờ khi biết được những ai vượt qua được buổi loại trừ này sẽ được bay đến nước ngoài. Sau đó, Charlotte và Ian Thorpe đã gặp họ tại biệt thự cho một buổi học về cách đối mặt với các phương tiện truyền thông và các tay săn ảnh, khi các cô gái được Ian và Charlotte phỏng vấn trong những sự kiện khác nhau. Ngày hôm sau, họ được đưa tới khách sạn Sheraton On The Park cho thử thách phỏng vấn với 4 nhà báo của các tờ báo và tạp chí thực sự, Samantha chiến thắng thử thách và cô chọn Demelza để cùng nhận thưởng là được tham gia vào một buổi phỏng vấn trên kênh radio Nova 96.9 với 3 phóng viên là Merrick Watts, Tim Ross & Kate Ritchie và được tham gia vào bữa tiệc khai trương cho Puma, trong khi Alexandra & Caris sẽ phải làm phục vụ trong bữa tiệc.
Ngày tiếp theo, họ được đưa tới khu tổ chức sự kiện Sydney Prop Specialists cho buổi chụp hình tiếp theo trong những bộ trang phục haute couture được thiết kế bởi các sinh viên của trường Ultimo TAFE. Vào buổi đánh giá ở ngày hôm sau với sự xuất hiện của giám khảo khách mời là Ian Thorpe và Paul Westlake, họ đã có thử thách trình diễn thời trang trong áo tắm. Kết quả là Demelza có tấm hình đẹp nhất còn Caris là thí sinh tiếp theo bị loại khỏi cuộc thi.
- Nhiếp ảnh gia: Paul Westlake
- Khách mời đặc biệt: Ian Thorpe, Shane Sutton, Fiona Byrne, Shelly Horton, Alex Needs, Merrick Watts, Tim Ross, Kate Ritchie

### Tập 10: New York, New York
Khởi chiếu: 24 tháng 6 năm 2008
Sau khi Caris bị loại, Jodhi thông báo với 3 cô gái còn lại rằng họ sẽ bay tới New York. Khi đến nơi, họ đã được di chuyển tới khách sạn The Alex. Ngày hôm sau, Jodhi đến gặp họ và thông báo rằng họ sẽ có một buổi casting cho 3 quản lí người mẫu: Marilyn Agency, MC2 Model Management và Elite Model Management. Ngày tiếp theo, các cô gái được đưa tới triển lãm nghệ thuật Eli Klein Fine Art để tham gia vào buổi trình diễn thời trang cho nhà thiết kế Malan Breton. Sau đó, họ đã có một buổi nói chuyện với người mẫu và quán quân mùa trước, Alice Burdeu.
Ngày hôm sau, họ đã có buổi chụp hình cuối trong phong cách của New York, khi họ sẽ phải tạo dáng với một chiếc taxi trên đường phố. Ngày kế tiếp, họ đã có một ngày tham quan New York. Vào buổi đánh giá sau khi tất cả quay về Sydney với sự xuất hiện của giám khảo khách mời là Grant Pearce và Jonathan Pease, các cô gái đã được hỏi vì sao họ nên trở thành quán quân của cuộc thi. Kết quả là Alexandra là thí sinh vào chung kết đầu tiên, Demelza là thí sinh tiếp theo còn Samantha là thí sinh cuối cùng bị loại.
- Nhiếp ảnh gia: Antoine Verglas
- Khách mời đặc biệt: Kwok Chan, Greg Francis, Jean Luc Brunel, Roman Young, Neal Hamil, Malan Breton, Alice Burdeu, Napoleon Perdis, Bryan Marryshow, Grant Pearce

### Tập 11: And Australia's Next Top Model is...
Khởi chiếu: 1 tháng 7 năm 2008
Vào đêm chung kết được truyền hình trực tiếp tại công viên Luna Park, với Charlotte Dawson làm host cho đêm chung kết. Alexandra & Demelza đã xuất hiện và đang chụp hình với tay săn ảnh. Sau đó, 11 cô gái bị loại trước đó cùng với  Alexandra & Demelza đã được giới thiệu từng người một và ban giám khảo sau đó đã đặt câu hỏi cho 2 cô gái. Sau đó, thử thách cuối cùng của 2 cô gái sau đó đã được trình chiếu khi cả 2 sẽ có một buổi casting cho Rosemount Australian Fashion Week với 6 nhà thiết kế: Bowie Wong, Wayne Cooper, Bec & Bridge, Alex Perry, Silence Is Golden"" và ""Flamingo Sands. Và nếu được chọn thì họ sẽ xuất hiện trên sàn diễn thời trang cho nhà thiết kế đó tại Rosemount Australian Fashion Week vào 2 ngày sắp tới.
| Thí sinh  | Thí sinh  | Buổi casting | Buổi casting | Buổi casting | Buổi casting | Buổi casting      | Buổi casting   | Số show được chọn |
| Thí sinh  | Thí sinh  | Bowie Wong   | Wayne Cooper | Bec & Bridge | Alex Perry   | Silence Is Golden | Flamingo Sands | Số show được chọn |
| --------- | --------- | ------------ | ------------ | ------------ | ------------ | ----------------- | -------------- | ----------------- |
| Alexandra | Alexandra |              |              |              |              |                   |                | 5                 |
| Demelza   | Demelza   |              |              |              |              |                   |                | 3                 |

13 cô gái sau đó đã có buổi trình diễn thời trang cuối cùng từ nhiều nhà thiết kế khác nhau. Sau 10 tuần để bình chọn cho thí sinh họ yêu thích nhất, Samantha được bình chọn là "Người mẫu được yêu thích nhất của năm" nên sẽ nhận được giải thưởng tiền mặt trị giá $5.000. Sau đó, những cảnh quay đáng nhớ nhất và chưa từng được chiếu được trình chiếu. Tiếp đó, Charlotte đã có một buổi nói chuyện với nhà thiết kế Henry Roth về chương trình Project Runway Australia sắp tới và Leiden, Kristy & Alamela xuất hiện trong trang phục của 3 nhà thiết kế sẽ thi đấu trong chương trình là Brent Zaicek, Alison Davis & Mark Antonio. Sau đó, toàn bộ buổi chụp hình của Alexandra & Demelza trong suốt cuộc thi được trình chiếu. Sau đó, chương trình đã có tiết mục của ca sĩ Brian McFadden qua ca khúc mới nhất của anh, Twisted. Kirstie Clements, Priscilla Leighton-Clarke & Napoleon Perdis, cùng với ban giám khảo và khán giả sẽ bình chọn phiếu bầu cho người nên giành chiến thắng cuộc thi. Kết quả là Demelza có 4 phiếu bầu còn Alexandra có 3 phiếu bầu. Sau đó, trên màn hình chiếu trực tiếp từ Paris, quán quân mùa trước Alice Burdeu đã công bố rằng Demelza chính là quán quân mùa thứ bốn của Australia's Next Top Model.
| Hạng | Thí sinh  | Phiếu bình chọn | Phiếu bình chọn | Phiếu bình chọn | Phiếu bình chọn | Phiếu bình chọn | Phiếu bình chọn | Phiếu bình chọn | Tổng số phiếu bầu |
| Hạng | Thí sinh  | Alex            | Charlotte       | Jonathan        | Napoleon        | Priscilla       | Kirstie         | Khán giả        | Tổng số phiếu bầu |
| ---- | --------- | --------------- | --------------- | --------------- | --------------- | --------------- | --------------- | --------------- | ----------------- |
| 1    | Demelza   |                 |                 |                 |                 |                 |                 |                 | 4                 |
| 2    | Alexandra |                 |                 |                 |                 |                 |                 |                 | 3                 |

- Khách mời đặc biệt: Kirstie Clements, Priscilla Leighton-Clarke, Napoleon Perdis, Bowie Wong, Wayne Cooper, Becky Cooper, Bridget Currer, Trevor Stones, Kelvin Tam, Nicky Rowsell, Jane Hages, Alice Burdeu, Grant Pearce, Henry Roth, Brent Zaicek, Alison Davis, Mark Antonio, Brian McFadden

## Kết quả
| Thứ tự | Tập       | Tập       | Tập       | Tập       | Tập       | Tập          | Tập       | Tập       | Tập       | Tập       | Tập       | Tập |  |
| Thứ tự | 1         | 2         | 3         | 4         | 5         | 6            | 7         | 8         | 9         | 10        | 11        |     |  |
| ------ | --------- | --------- | --------- | --------- | --------- | ------------ | --------- | --------- | --------- | --------- | --------- | --- |  |
| 1      | Alyce     | Rebecca   | Caris     | Samantha  | Jamie     | Caris        | Demelza   | Samantha  | Demelza   | Alexandra | Demelza   |     |  |
| 2      | Demelza   | Alexandra | Alamela   | Caris     | Samantha  | Demelza      | Samantha  | Alexandra | Samantha  | Demelza   | Alexandra |     |  |
| 3      | Alamela   | Emma      | Alexandra | Alamela   | Caris     | Samantha     | Caris     | Demelza   | Alexandra | Samantha  |           |     |  |
| 4      | Caris     | Samantha  | Rebecca   | Alyce     | Alexandra | Alexandra    | Alexandra | Caris     | Caris     |           |           |     |  |
| 5      | Leiden    | Caris     | Jamie     | Alexandra | Leiden    | Rebecca      | Alyce     | Alyce     |           |           |           |     |  |
| 6      | Belinda   | Jamie     | Alyce     | Demelza   | Demelza   | Alyce        | Rebecca   |           |           |           |           |     |  |
| 7      | Alexandra | Alyce     | Demelza   | Leiden    | Rebecca   | Jamie Leiden |           |           |           |           |           |     |  |
| 8      | Kristy    | Leiden    | Samantha  | Jamie     | Alyce     | Jamie Leiden |           |           |           |           |           |     |  |
| 9      | Jamie     | Alamela   | Belinda   | Rebecca   | Alamela   |              |           |           |           |           |           |     |  |
| 10     | Rebecca   | Demelza   | Leiden    | Belinda   |           |              |           |           |           |           |           |     |  |
| 11     | Samantha  | Belinda   | Emma      |           |           |              |           |           |           |           |           |     |  |
| 12     | Emma      | Kristy    |           |           |           |              |           |           |           |           |           |     |  |
| 13     | Kamila    |           |           |           |           |              |           |           |           |           |           |     |  |

     Thí sinh được miễn loại
     Thí sinh chiến thắng cuộc thi
     Thí sinh bị loại
- Ở tập 1, Alyce được miễn loại do chiến thắng thử thách.
- Tập 6 có màn loại kép nên sẽ có nhóm 3 người cuối bảng.

### Buổi chụp hình
- Tập 1: Tỏa sáng trong nhóm cho Vogue
- Tập 2: Ảnh chân dung bị tạt nước cho Napoleon Perdis
- Tập 3: Tạo dáng trong khi treo trên bức tường cao cho Mary-Kyri
- Tập 4: Catalog cho Alex Perry
- Tập 5: Quảng cáo cho U by Kotex với chiến dịch "love your beaver"
- Tập 6: Tạo dáng với người mẫu nam cho Peter Alexander
- Tập 7: Tạo dáng ớ một nơi trong khu nghỉ dưỡng; Áo tắm ở bãi biển Fiji cho Tigerlily
- Tập 8: Ảnh bìa tạp chí Oyster tại bãi biển Tamarama
- Tập 9: Haute Couture
- Tập 10: Tạo dáng với taxi trên đường phố New York